# Rona Nishliu
Rona Nishliu (Kosovska Mitrovica, 25 de Agosto de 1986), é um cantora proveniente do Kosovo mas que tem raízes albanesas.
Roma Nishliu representou a Albânia no Festival Eurovisão da Canção 2012 com a música "Suus", alcançando assim um dos melhores resultados de sempre para a Albânia, terminando em 5° lugar.